# Sansevieria eilensis
Sansevieria eilensis är en sparrisväxtart som beskrevs av Chahin. Sansevieria eilensis ingår i släktet bajonettliljor, och familjen sparrisväxter. Inga underarter finns listade i Catalogue of Life.

## Bildgalleri

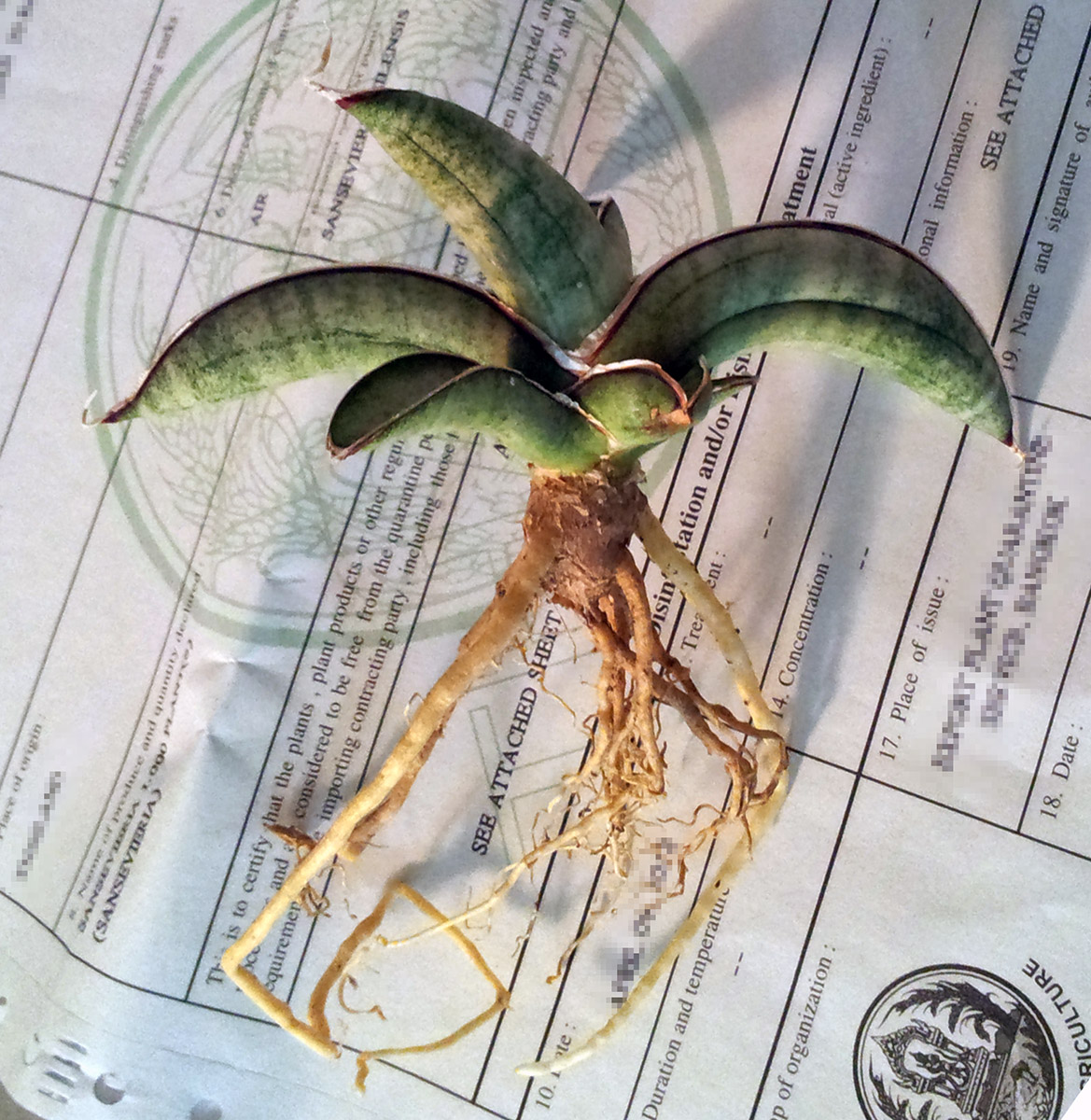
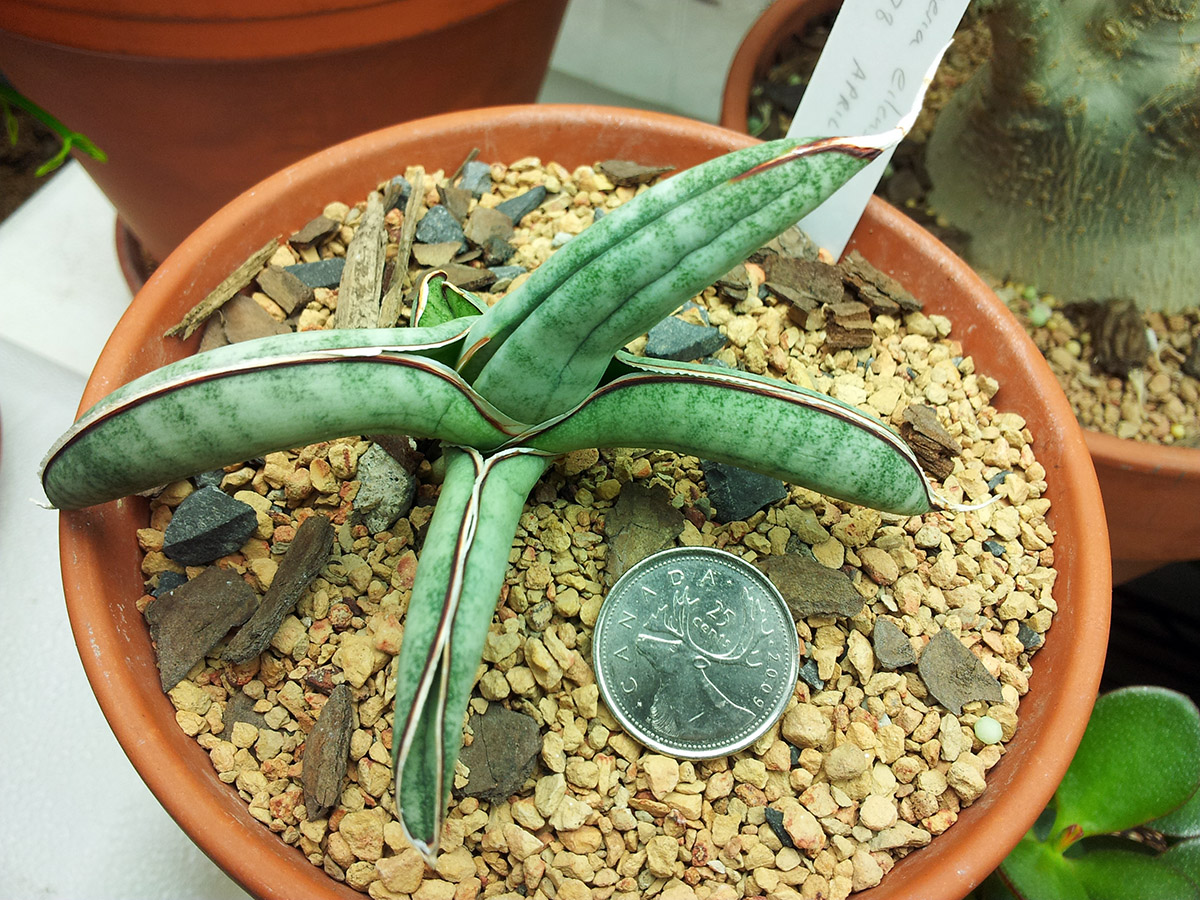